# El payaso Plim Plim, un héroe del corazón
El payaso Plim Plim, un héroe del corazón è una serie televisiva d'animazione argentina creata da Smilehood, trasmessa su Disney Junior in tutta America Latina. L'anteprima è avvenuta il 21 settembre del 2011, e la première il 1º ottobre dello stesso anno. È un cartone animato a puntate della durata di 7 minuti, il cui scopo è promuovere i valori umani come la solidarietà, l'onestà, la responsabilità, le prime abitudini ed il rispetto verso l'ambiente. In Italia la serie è inedita.

## Trama
Gli episodi raccontano le avventure di Plim Plim, un bambino con caratteristiche di pagliaccio, eroe e mago, che accompagna i suoi amici ed insegna, a partire dall'esempio, i valori positivi e la cura del nostro pianeta. Il pagliaccio Plim Plim, un eroe del cuore, si focalizza sull'essenza particolare di ognuno dei valori, analizza le sfumature che li differenziano e potenzia le sue particolarità per ottenere un insegnamento semplice, diretto ed efficace, mantenendo un equilibrio dinamico tra apprendimento ed intrattenimento.
Plim Plim aiuta i suoi amici allorché affrontano situazioni che non possono essere risolte a scuola, portandoli in un mondo magico dove si divertono ed imparano. Plim Plim è un ragazzino generoso, coraggioso, entusiasta. Le sue storie vengono raccontate a forma di favola ed includono marchi visuali e musicali, generando un contenuto multi-target che comprende anche genitori ed insegnanti.
Per questa serie è stato creato un nuovo stile musicale dal nome FunKids, incrociando ritmi e stili diversi come il funk, la musica da circo e quella dei Balcani.

## Personaggi della serie

### Personaggi magici
- Plim Plim: è un bimbo di 5 anni d'età, pagliaccio, eroe e mago. L'unico umano del racconto che appare in modo magico venendo da un magico spazio-tempo. È generoso, coraggioso, entusiasta e ben intenzionato. La sua frase caratteristica è Certamente sì!
- Wichi Wichiwichi Wi: è un uccellino compagno e messaggero di Plim Plim. La sua lingua suona come il suo nome, ma fischiato. Lui reca i messaggi a Plim Plim ed appartiene al suo stesso mondo magico. Nessuno sa come appare nemmeno come se ne va. È il legame fra Plim Plim ed i bambini, perciò interagisce con loro. In certe occasioni è un po' maldestro.
- Tuni: È il mezzo di trasporto magico. Il suo carburante è la gioia dei piccini. Si tratta di un'auto che riesce a trasformarsi in aereo, elicottero, barca, sottomarino e macchina di avventure, dipendendo dalle esigenze della sfida.

### Altri personaggi
- Nesho: È un elefante di 4 anni d'età. Il suo nome è di origine orientale. È un intellettuale, lento, deduttivo ed intelligente, ordinato, dalla mente strutturata e dalla memoria eccellente. Il suo strumento prediletto è la tuba. La sua frase caratteristica è Ma com'è interessante!
- Bam: è un orsetto di 4 anni d'età, goloso, tenero, divertente e sensoriale. Il suo nome è di origine latina. Il suo strumento prediletto è il tamburo. La sua frase caratteristica è Delizioso!
- Acquarella: una piccola coniglietta di 4 anni d'età che ama le arti, è furba, fantasiosa, sognante, sempre innamorata, anche se è distratta, smemorata e spesso si sconcentra facilmente. Il suo strumento prediletto è lo xilofono. La sua frase caratteristica è Amo!
- Mei-Li: è una gattina di 4 anni d'età, civettona, dinamica, atletica, vigorosa eppure ansiosa. Fa tutto molto velocemente. Il suo nome è di origine cinese e significa "bella". Il suo strumento prediletto è il keytar. La sua frase caratteristica è Yesss! Yaahh! Yaahh! Yaahh!
- Hoggie: è un porcellino di 4 anni d'età a cui piace andare controcorrente. Si caratterizza per il suo umore nero, brontolone ed egoista. Il suo nome è di origine anglosassona e significa "maiale" in italiano. Fa lo sportivo ed è un buon musicista. Il suo strumento prediletto è il sasso. La sua frase è Neanch'io.
- Arafa: È una giraffa di 25 anni d'età. Una maestra tenera, dolce, comprensiva e dallo spirito materno. È l'unica adulta nelle storie. Il suo nome significa "giraffa" in swahili (gruppo etnico africano). Mette la sua quota di ragionevolezza e di cura materna. La sua frase caratteristica è Buona fortuna!
- Sol: osserva tutto quel che accade intorno ed accompagna le azioni dei personaggi coi suoi gesti.

## I creatori
Guillermo Pino e Claudio Pousada sono i creatori della serie. Entrambi hanno una vasta esperienza nel campo della produzione televisiva, la creatività ed il disegno. Fondarono Smilehood con lo scopo di promuovere i valori umani e messaggi positivi attraverso i loro prodotti.

## Doppiaggio
| Personaggio         | Voci in castigliano                                    |
| ------------------- | ------------------------------------------------------ |
| Plim Plim           | Natalia Rosminati                                      |
| Nesho               | Natalia Rosminati                                      |
| Bam                 | Natalia Pupato                                         |
| Acuarella           | Natalia Pupato                                         |
| Mei Li              | Judith Cabral                                          |
| Hoggie              | Valeria Gómez                                          |
| Arafa               | Lucila Gómez                                           |
| Regia               | Claudio Pousada, Emilio A. Villarino e Mauricio Zubiri |
| Assistente di Regia | Tian Brass                                             |
| Produzione          | Emilio A. Villarino                                    |

Canzoni in castigliano
| Funzione            | Nome e cognome      |
| ------------------- | ------------------- |
| Cantante            | Juan Manuel Pousada |
| Cantante            | Fermín Pousada      |
| Cantante            | Pedro Pousada       |
| Cantante            | Marie Claire Lima   |
| Cantante            | Lucía Bugallo       |
| Cantante            | María Emilia Ferri  |
| Cantante            | Irene Guiser        |
| Regia               | Claudio Pousada     |
| Regia               | Hugo Figueras       |
| Assistente di regia | Irene Guiser        |
| Assistente di regia | Inés O'Reilly       |